# Скрепка (Секретные материалы)
«Скре́пка» (англ. «Paper Clip») — 2-й эпизод 3-го сезона сериала «Секретные материалы». Премьера состоялась 29 сентября 1995 года на телеканале FOX. Эпизод позволяет более подробно раскрыть так называемую «мифологию сериала», заданную в пилотной серии Режиссёр — Роб Боумэн, автор сценария — Крис Картер, приглашённые звёзды — Митч Пиледжи, Джон Невилл, Флойд Вестерман.
В США серия получила рейтинг домохозяйств Нильсена, равный 11,1, который означает, что в день выхода серию посмотрели 17,2 миллиона домохозяйств.
Главные герои серии — Фокс Малдер (Дэвид Духовны) и Дана Скалли (Джиллиан Андерсон), агенты ФБР, расследующие сложно поддающиеся научному
объяснению преступления, называемые «Секретными материалами».

## Сюжет
Малдер и Скалли расследуют факт, обнаруженный в записях на кассете, о том, что в результате операции под кодовым названием «Скрепка» в США были привезены нацистские врачи-преступники, подвергшие мучительной смерти тысячи человек в результате бесчеловечных экспериментов над людьми в концлагерях. У агентов есть подозрение, что они трудились в США над созданием гибридов между людьми и инопланетянами. Агенты находят в Западной Виргинии огромную базу данных сотен миллионов американцев. Малдер понимает, что его отец был в этом замешан, и Саманта пропала не случайно.